# (38234) 1999 NA59
1999 NA59 (asteroide 38234) é um asteroide da cintura principal. Possui uma excentricidade de 0.20338590 e uma inclinação de 12.08055º.
Este asteroide foi descoberto no dia 13 de julho de 1999 por LINEAR em Socorro.